# Armań
Armań – osiedle typu miejskiego w Rosji, w obwodzie magadańskim, położone ok. 50 km na zachód od Magadanu u ujścia rzeki Armań do Morza Ochockiego. W 2010 roku liczyło 1071 mieszkańców.